# Cappella dell'Istituto Immacolata dei Miracoli
Cappella dell'Istituto Immacolata dei Miracoli é uma capela conventual e escolar localizada na Via Sebastiano Veniero, 3, no quartiere Trionfale de Roma. É dedicada a Nossa Senhora sob o título de "Imaculada dos Milagres", um aspecto da Imaculada Conceição.

## História
A congregação das Irmãs da Caridade da Imaculada Conceição de Ivrea (em italiano:  Suore della Carità dell'Immacolata Concezione d'Ivrea) foi fundada em Pinerolo, perto de Turim, em 1828 e fundou um grande convento e uma escola perto do Vaticano em 1906 numa área que, na época, ainda estava no início de seu processo de urbanização. O quarteirão escolhido foi escolhido incluía o local onde ficava a igreja demolida de San Giovanni Battista degli Spinelli, na entrada da Via Leone IV.
O nome do convento é uma referência a um milagroso ícone de Nossa Senhora que estava sob os cuidados da congregação, abrigado em um santuário próprio em Ivrea. O complexo em Roma se mostrou impróprio para uma escola moderna no final do século XX, especialmente por causa da completa falta de quadras esportivas. As irmãs responderam às críticas fechando a escola para estudantes de 12 a 15 anos no início do século XXI e transformando parte do complexo num hotel para peregrinos. Porém, a extremidade oeste do complexo, na Via Santamaura, 2, é, atualmente, o "Hearth Hotel", provavelmente não mais sob o controle das irmãs. A capela fica ao lado do hotel e provavelmente não está mais em uso (ou desconsagrada).

## Descrição
O complexo do convento e da antiga escola ocupa um quarteirão inteiro, limitado pela Via Leone IV (onde está a entrada), Via Sebastiano Veniero, Via Santamaura e Viale Vaticano. No terreno, há várias unidades arquiteturais distintas. O bloco principal, com quatro andares, fica na Via Sebastiano Veniero, ligado a um bloco de entrada menor, também de quatro andores, através de uma ala com três andares, o que indica que ambos os blocos mais altos tiveram seus últimos andares acrescentados em algum momento depois da construção. Um bloco de quatro andares em formato de "L" (o "Hearth Hotel") ocupa a esquina da Viale Vaticano e a Via Santamaura; a capela, com identidade arquitetura própria, ocupa o canto oposto. Ela está encostada no bloco principal na sua parede esquerda, mais baixa, e, atrás dela, está um campanário de frente para um pátio bem apertado.
A fachada fica atrás de uma grade de metal e abriga uma lógia interna, diante da qual está um lance de quatro degraus. Uma arcada de três arcos sustentada por pilares de tijolos vermelhos com impostas de lajes lisas. Sobre ela está uma grande janela central de topo curvo. Um lintel criou uma luneta. Esta janela é flanqueada por outras duas menores, sem moldura. 
Logo acima do nível mais alto da janela principal, os cantos laterais da fachada terminam num par de impostas de lajes lisas. A partir delas, dois elementos curvos continuam para o alto até a cornija no formato de um "V" invertido. Uma pequena roseta de oito pétalas em uma moldura recuada fica abaixo deste "V" e, entre ela e a janela principal, está um escudo heráldico barroco em relevo da Imaculada Conceição.
O campanário fica quase escondido da vista a partir da Viale Vaticano. Ele é neobarroco no estilo e consiste de uma torre anexa ao bloco principal do convento. Os primeiros três andares são parte do convento, mas os outros dois são livres. O topo conta com um telhado barroco plano acima do qual se projeta um finial de metal que se parece com uma pequena antena de rádio.